# Whitefish (Montana)
Whitefish é uma cidade localizada no estado americano de Montana, no Condado de Flathead.

## Demografia
Segundo o censo americano de 2000, a sua população era de 5032 habitantes.
Em 2006, foi estimada uma população de 7723, um aumento de 2691 (53.5%).

## Geografia
De acordo com o United States Census Bureau tem uma área de
11,5 km², dos quais 11,4 km² cobertos por terra e 0,1 km² cobertos por água. Whitefish localiza-se a aproximadamente 926 m acima do nível do mar.

## Localidades na vizinhança
O diagrama seguinte representa as localidades num raio de 24 km ao redor de Whitefish.